# تيري وليامز
تيري وليامز (بالإنجليزية: Terry Williams)‏ (23 أكتوبر 1966) هو لاعب كرة قدم بريطاني يلعب كلاعب وسط.